# Janopol (Łotwa)
Janopol (łot. Janopole) − wieś na Łotwie w novadsie Rzeżyca, 5 km na południe od Rzeżycy, przy drodze P55.

## Historia
Przed I rozbiorem Polski Janopol był częścią dóbr biskupów inflanckich. W 1774 roku caryca Katarzyna II ukazem z 20 marca skonfiskowała je (wraz z innymi, sąsiednimi dobrami) i podarowała Aleksandrowi Semenowi Wasilczykowi, który już w 1780 roku sprzedał je Gustawowi Strandmanowi, który z kolei w 1787 roku sprzedał je Janowi von Tipoldowi. W 1805 roku w wyniku działu familijnego Janopol wszedł w posiadanie jego syna Aleksandra. Aleksander, chorąży rzeżycki wraz z żoną Wilhelminą z Paulinów sprzedali Janopol w 1811 roku Antoniemu Römerowi (1788–1855), byłemu marszałkowi trockiemu. Antoni, nie ożeniwszy się, zapisał przed śmiercią Janopol synom swojego stryjecznego brata Michała Römera (1778–1853): Edwardowi, Sewerynowi i Michałowi. Ponieważ do majątku tego zgłosili roszczenia inni członkowie rodu Römerów, sprawa własności Janopola ciągnęła się aż do powstania styczniowego, w wyniku którego jeden z synów Michała utracił – na skutek przymusowej sprzedaży – wszystkie swoje dziedziczne dobra. Wtedy, na skutek nowego układu rodzinnego w 1877 roku Janopol został przyznany dzieciom dotychczasowego współwłaściciela Seweryna Römera i jego żony Anieli z Burbów: Kazimierzowi i Marii, wraz z obowiązkiem spłaty pozostałych roszczących członków rodziny. Majątek liczył wtedy 3770 dziesięcin. Kazimierz i Maria wspólnie tu gospodarowali przez kolejne 23 lata, po czym właścicielem majątku stał się ostatecznie Kazimierz (~1860–1921) żonaty z Kazimierą Skirmuntówną, po spłaceniu siostry Marii. W 1921 roku majątek odziedziczył syn Kazimierza i Kazimiery Antoni Kazimierz Seweryn Römer (1889–1973). Po przeprowadzonej przez rząd łotewski reformie rolnej, z majątku pozostała jedynie siedziba i 50 ha ziemi. Antoni Römer mieszkał tu do 1941 roku. 
Po I rozbiorze Polski w 1772 roku Janopol, wcześniej wchodząc w skład Polskich Inflant Rzeczypospolitej, znalazł się na terenie ujezdu rzeżyckiego guberni witebskiej Imperium Rosyjskiego. Na przełomie XIX i XX wieku dobra należały do parafii gminy i parafii Rzeżyca. Od końca I wojny światowej miejscowość należy do Łotwy, która w okresie 1940–1990, jako Łotewska Socjalistyczna Republika Radziecka, wchodziła w skład ZSRR.
Według Słownika geograficznego Królestwa Polskiego i innych krajów słowiańskich do Römerów należał również przed 1900 rokiem majątek Janopol w gminie Rzeżyca, ale w parafii Rozenmujża. Przed 1900 rokiem ten majątek stał się własnością Szadurskich. Działały tu młyn i browar.

## Dwór
Mały, parterowy dwór będący siedzibą Römerów w pierwszej połowie XIX wieku był od strony podjazdu ozdobiony gankiem, którego dwie pary kolumienek wspierały półokrągło zamknięty szczyt. W drugiej połowie XIX wieku dwór został znacząco rozbudowany przez dobudowanie skrzydeł. W okresie międzywojennym istniejący wcześniej ganek zastąpiono znacznie większym, z czterema masywnymi kolumnami i trójkątnym frontonem. Wewnątrz portyku po obu stronach drzwi zaprojektowano po dwa okna. Skrzydła były pięcioosiowe. Całość przykrywał gładki, wysoki, gontowy, czterospadowy dach. Po przebudowie we wnętrzu dworu znajdowało się około 20 różnego kształtu pokoi, umeblowanych cennymi meblami i ozdobionych wieloma cennymi obrazami. Biblioteka liczyła kilka tysięcy woluminów.
Od strony Rzeżycy prowadziła do dworu aleja wjazdowa wysadzona topolami balsamicznymi. Przed dworem był wielki kolisty gazon, obsadzony zimotrwałymi krzewami, jak: głóg, berberys, jaśmin, bez, róże czy kalina koralowa. Po lewej stronie tego trawnika stała parterowa, wydłużona oficyna z gankiem przykryta bardzo wysokim, czterospadowym dachem gontowym. Obok stała kwadratowa lodownia otoczona oryginalną galeryjką. Po prawej stronie gazonu stał stary, XVIII-wieczny świreń, zbudowany z kamienia polnego, przykryty bardzo wysokim, łamanym, barokowym dachem gontowym.
Nie było tu parku, z tyłu domu urządzono ogród kwiatowy przechodzący w sad i zadrzewiony „gaj” o powierzchni około 1 ha, w którym istniała również malownicza sadzawka.
Majątek Hieronimów został opisany w 3. tomie Dziejów rezydencji na dawnych kresach Rzeczypospolitej Romana Aftanazego. Współczesne przewodniki po polskich śladach na Łotwie nie odnotowują tego obiektu.